# Himmelreichstraße (Magdeburg)

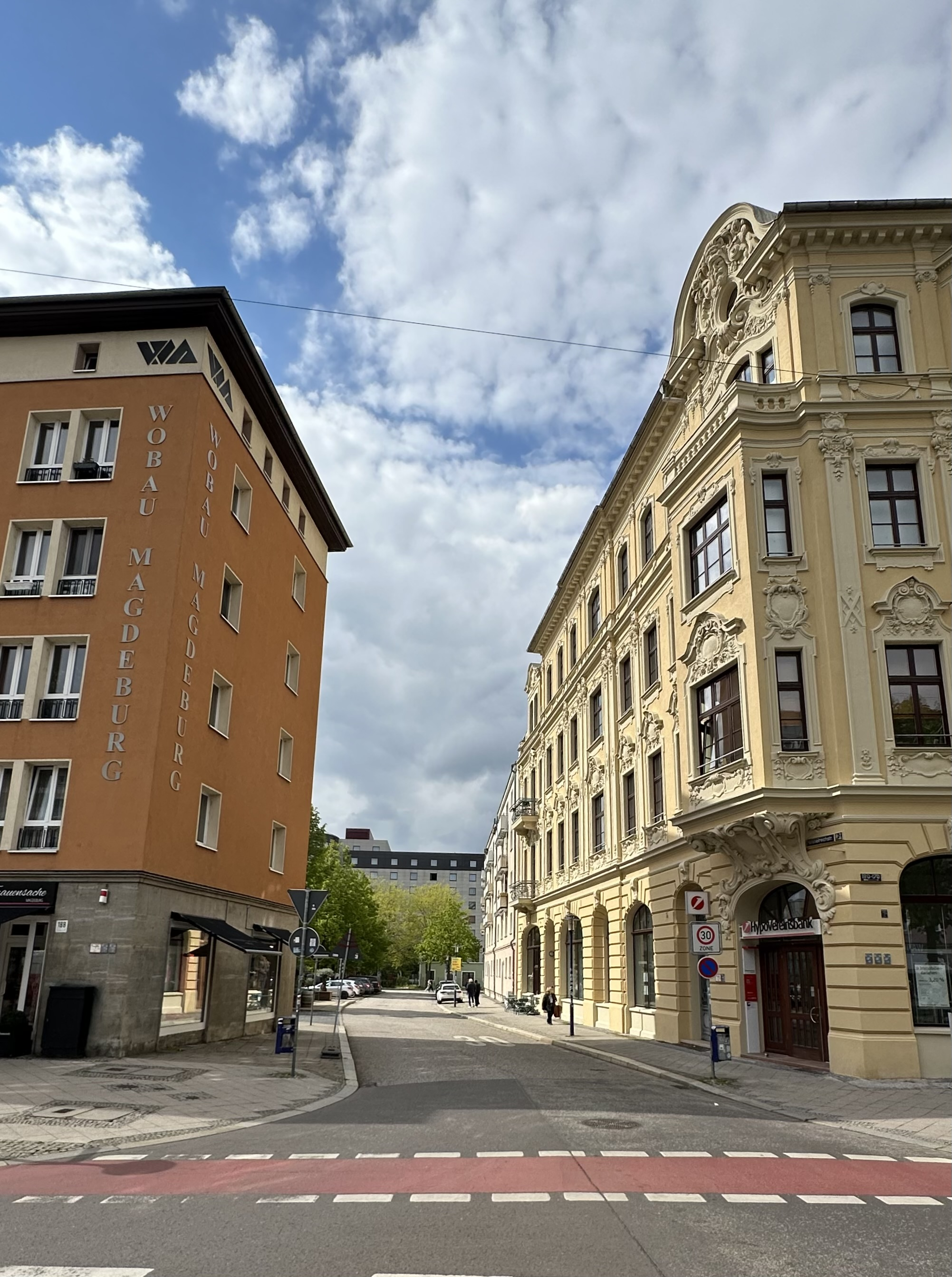
Blick in die Himmelreichstraße vom Breiten Weg aus, 2024

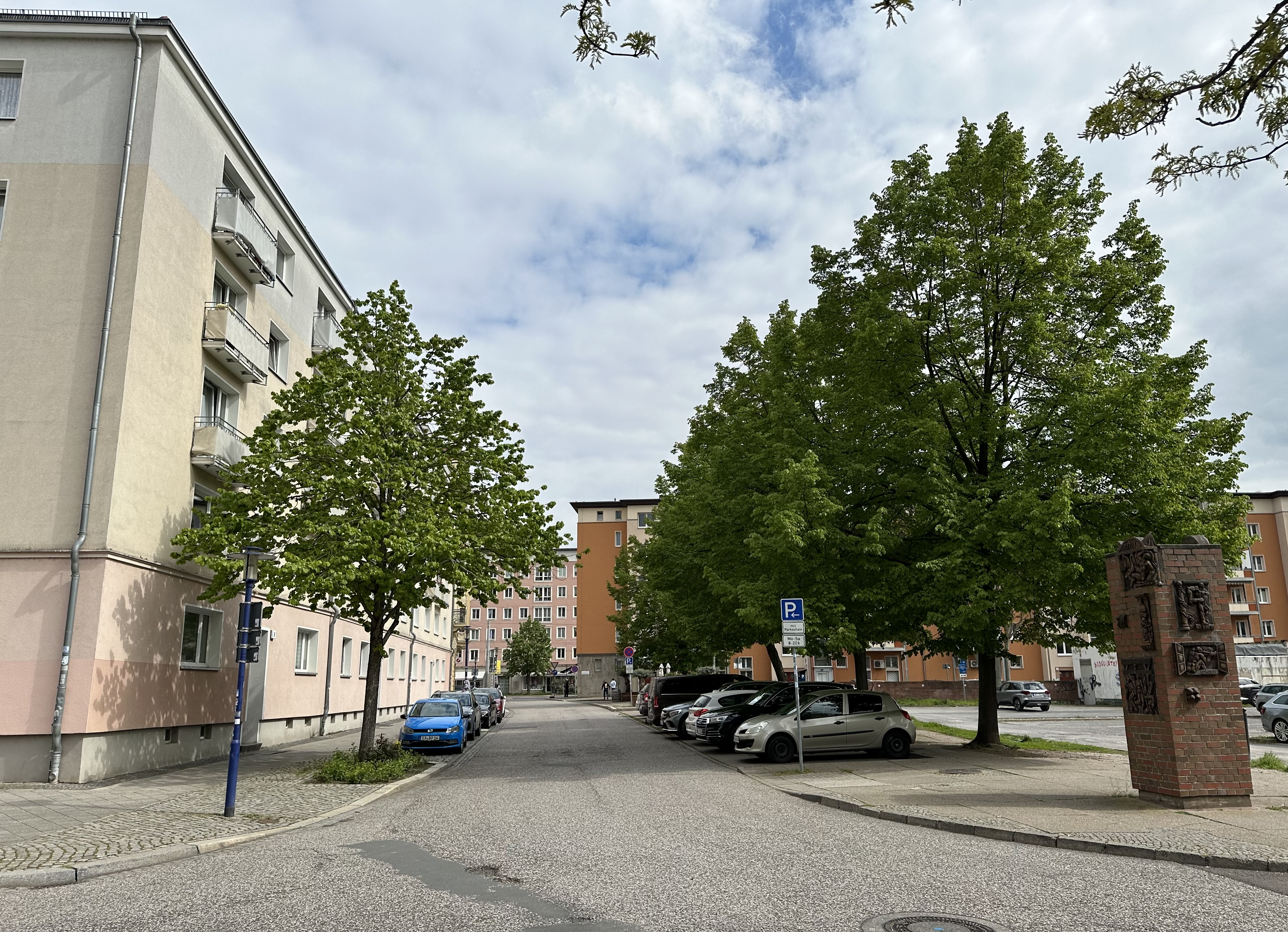
Blick von Westen

Die Himmelreichstraße ist eine Straße in Magdeburg in Sachsen-Anhalt.

## Lage und Verlauf
Die Straße befindet sich in der Magdeburger Altstadt. Sie führt vom Breiten Weg aus, beginnend zwischen den Häusern Breiter Weg 180 und 181, über etwa 100 Meter nach Westen bis zur Krügerbrücke.
Die heutige Hausnummerierung verläuft mit den geraden Nummern, beginnend am Breiten Weg mit der Nummer 2 auf der Nordseite von Osten aus aufsteigend. Bereits mit der Nummer 8 mündet die Straße auf die Krügerbrücke. Dementsprechend müssten die ungeraden Nummern auf der Südseite angeordnet sein. Aktuell (Stand 2024) besteht dort jedoch keine Bebauung. 
Historisch zog sich der Verlauf der Himmelreichstraße weiter nach Osten. Die Nummerierung begann mit der Nummer 1 auf der Nordseite, nahe des Breiten Wegs und stieg dann bis zur Nummer 3 an der Krügerbrücke auf. Auf der anderen Seite der Krügerbrücke befanden sich dann die Nummern ab 4 bis schließlich die Nummer 10 das Eckhaus zur Prälatenstraße war. Das südliche Eckhaus hatte die Nummer 11. Von dort lief die Nummerierung weiter aufsteigend nach Osten bis zur Nummer 21, nach der von Süden die Straße Krummer Ellbogen einmündete. Nach dem Krummen Ellbogen befanden sich dann noch die Häuser Nummer 22 und 23. Die Eckhäuser am Ostende gehörten jeweils zum Breiten Weg. 

## Geschichte
Im Mittelalter war der Bereich der späteren Himmelreichstraße von einem großen Brand betroffen. In der Folge wurde der ganze Bereich inklusive der angrenzenden Straßen als Auf dem Brande bezeichnet. Eine erste Erwähnung dieses Begriffs ist aus dem Jahr 1489 überliefert. 1552 findet sich auch der Name Brandtstraße. Der Name war jedoch auch für die Apfelstraße gebräuchlich, so dass Auf dem Brande aus Gründen der Unterscheidung weiterhin genutzt wurde. Noch bis in das 18. Jahrhundert hinein blieb dieser Name üblich. Erstmalig 1678 ist in Akten der Name Himmelreichsgasse überliefert, der sich dann 1683 auch in einem amtlichen Verzeichnis fand. Er wurde jedoch nur für den östlichen Bereich, zwischen Breitem Weg und Krügerbrücke, also etwa dem heutigen Verlauf genutzt. Anlass der Benennung war der Hausname des südlichen Eckhauses zum Breiten Weg Zum Himmelreich (Breiter Weg 181). Das westliche Teilstück wurde im 18. Jahrhundert als Auf dem Plan bezeichnet. Der Grund für diese Benennung ist unklar. Möglicherweise war in Folge des Brandes der Bereich länger nicht bebaut, so dass sich der Name als Bezeichnung für einen Platz erklären würde. Allerdings ist belegt, dass eine Bebauung bis 1632 erfolgt war, während der Name erst deutlich später auftrat. Die Unterscheidung zwischen Himmelreichsgasse und Auf dem Plan war noch 1800 bzw. 1803 geläufig. Ab 1807 wurde dann einheitlich der Name Himmelreichstraße gebraucht.

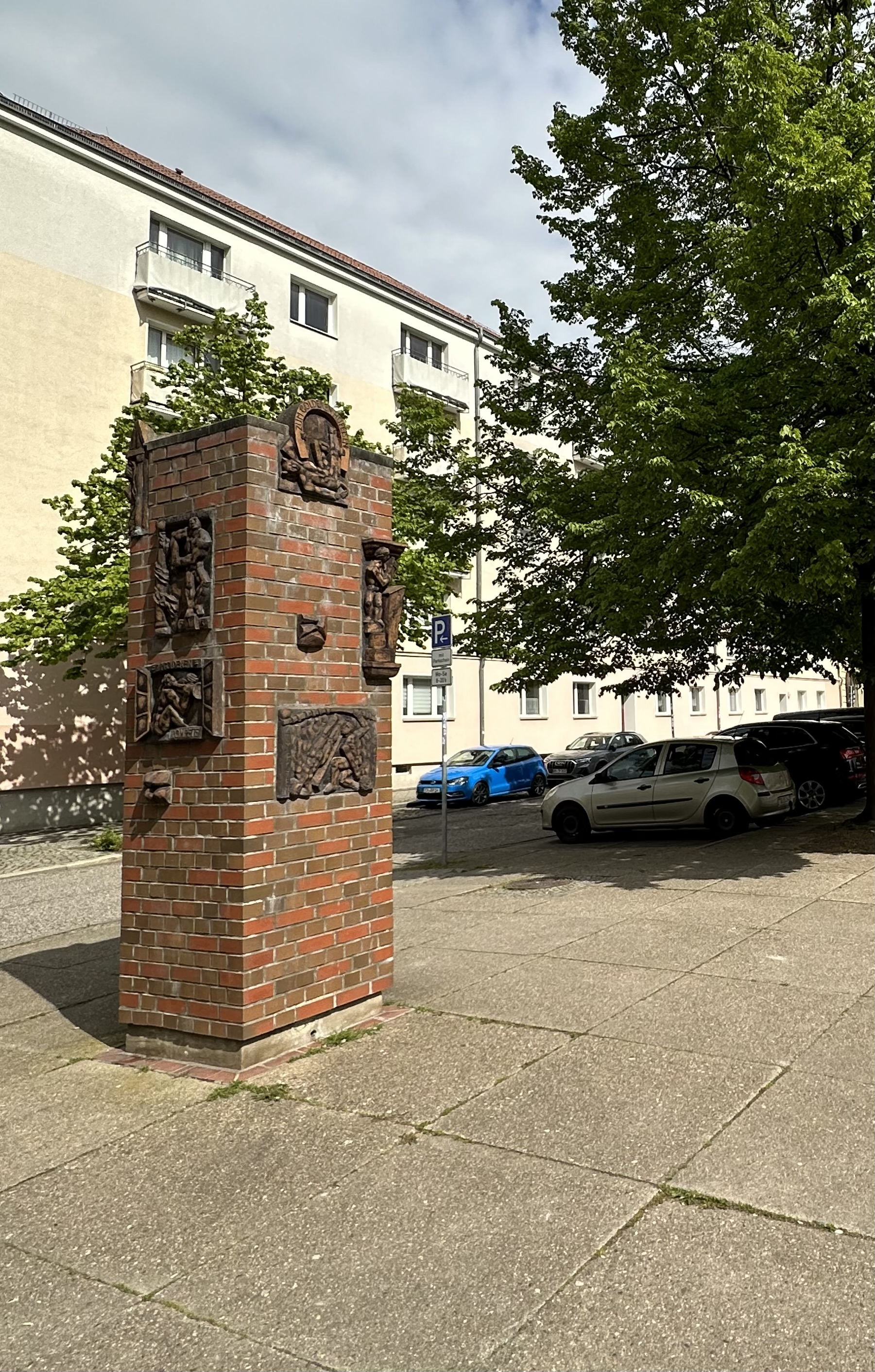
Hauszeichenstele, 2024

Nach den Zerstörungen des Zweiten Weltkriegs blieb die Straße nur in ihrem östlichen Abschnitt erhalten. Der westliche Teil wurde im Zuge des sich nicht an die historische Stadtstruktur haltenden Wiederaufbaus überbaut. Abgesehen vom nordöstlichen Eckhaus Breiter Weg 180 ging auch die historische Bebauung verloren. In der Zeit der DDR entstand auf der Nordseite ein moderner fünfgeschossiger Wohnblock mit drei Eingängen.
Im Frühjahr 1960 wurde bei Schachtungen zur Errichtung eines Hotels, wohl im ursprünglichen westlichen Teil der Himmelreichstraße, Reste eines frühmittelalterlichen Hauses gefunden. Das Gebäude war im Kellerbereich aus Grauwackesteinen, die oberen Geschosse vermutlich in Fachwerkbauweise errichtet worden. Als Entstehungszeit wird die Zeit um das Jahr 1000 angenommen. Es wurde durch einen Brand vermutlich in der ersten Hälfte des 11. Jahrhunderts zerstört. Mit der Ausgrabung zeigte sich dieser Bereich als früher Standort einer Bebauung. Zuvor war das Gebiet nicht zu den so alten Siedlungsgebieten der Stadt gerechnet worden.
1990 wurde an der südwestlichen Ecke der Himmelreichstraße, an der Einmündung zur Krügerbrücke, die Hauszeichenstele errichtet. An ihr befinden sich, inspiriert durch die Namen tatsächlich einmal bestehender Hauszeichen, frei assoziierte Hauszeichen.
2024 wurden Pläne zur Neubebauung der Südseite der Himmelreichstraße bekannt. Danach bestehen Überlegungen dort ein Hotel mit 160 Zimmern zu errichten.

## Sage
Für die Entstehung des Straßennamens gibt es die Haussage Zum Himmelreich. Nach der nahm im 13. Jahrhundert ein Ritter einen prußischen Heerführer gefangen, der sich in Hildegard, die Tochter des Ritters, verliebte. Ihm war aber, wegen seines zeitweisen Abfalls vom Christentum, vom Erzbischof die Buße auferlegt worden, Frauen nicht mehr zu berühren. Er hielt sich an die Buße, besuchte jedoch trotzdem jeden Tag seine Geliebte. Sein Weg führte ihn so zu seiner Geliebten und zur Läuterung seiner Seele und somit zum Himmelreich.

## (Historische) Häuser der Himmelreichstraße
Da die heutige lückenhafte Nummerierung eine geordnete Darstellung erschwert, werden die Grundstücke entsprechend ihrer historischen Nummerierung geordnet.
| Hausnummer               | Name                                                                      | Bemerkungen | Bild                        |
| ------------------------ | ------------------------------------------------------------------------- | --- | --------------------------- |
| 2 (alt: Breiter Weg 180) | Seitenflügel des Hauses Breiter Weg 180                                   | siehe Hauptartikel | heutige Himmelreichstraße 2 |
| 4 1 (alt)                |                                                                           | In der Zeit vor 1631 gehörte das Brauhaus Kersten Lindenberg. Auf ihn folgte Hans Brandt, als zweiter Ehemann der Witwe Lindenberg und darauf dessen Schwiegersohn, der Schuster Christian Lindenberg. Lindenberg veräußerte die Stätte für 250 Taler im Jahr 1645 an den Bäcker Andreas Albrecht. Ihm gehörte auch das Backhaus Breiter Weg 178, das auf der Rückseite an die Stätte angrenzte. Das wohl nach der Zerstörung der Stadt Magdeburg im Jahr 1631 noch leere Grundstück wurde von Albrecht nicht bebaut und lag noch 1688 wüst. Im Jahr 1712 war es dann wieder bebaut. Noch bis zum Jahr 1722 blieb das gemeinsame Eigentum mit dem Haus Breiter Weg 178 bestehen. Im Jahr 1722 erbte es die Witwe von Andreas Grabau. | Heutige Himmelreichstraße 4 |
| 6 2 (alt)                | Zum roten Löwen                                                           | Im Jahr 1626 gehörte das Brauhaus dem Brauer Joachim Dieckmann (auch Teichmann). Seine Witwe veräußerte die wohl in Folge der Zerstörung Magdeburgs im Jahr 1631 noch wüste Stätte 1648 für 150 Taler an den Notar und Ratsschreiber Friedrich Schmidt. Schmidt baute 1651 das Brauhaus wieder auf. Schon 1652/1653 gehörte es seiner Witwe, 1659 dann Valentin Koch, der es 1673 für 1350 Taler an Hempo Meyer verkaufte. 1719 veräußerte es Meyers Witwe für 3000 Taler an Dr. Johann Meyer. | Heutige Himmelreichstraße 6 |
| 8 3 (alt)                |                                                                           | 1631 gehörte das Brauhaus den Erben von Joachim Lamspring. 1648 und 1651 wurde Hans Woltersdorf als Eigentümer geführt, von ihm erbte es die Witwe des Bäckers Jakob Buchschatz. Sie veräußerte die Stätte 1659 für 240 Taler an den Zimmermann Michael Jakob, der sie bebaute. 1678 wurde dann der Seiler Andreas Rebelin als Eigentümer geführt. Er war der zweite Ehemann der Witwe Jakob. Im Jahr 1683 gehörte es dem Brauer Christoph Bilhoch, der es 1694 für 850 Taler an den Handelsmann Melchior Lüdecke veräußerte. Lüdecke blieb bis 1729 Eigentümer. | Heutige Himmelreichstraße 8 |
|                          | Einmündung Krügerbrücke (Nordseite)                                       | |                             |
| 4 (alt)                  |                                                                           | Das Brauhaus war ein Lehen des Klosters Unser Lieben Frauen. Besitzer vor 1631 war Balthasar Bischof, auf ihn folgten seine Erben, zu denen ein Christoph Gottschick gehörte. Seine Tochter Katharine hatte vor 1631 den Schiffer Bernhard Krause senior geheiratet. Sein Sohn, der Schiffer Bernhard Krause junior, zahlte die anderen Erben aus und errichtete 1662/1663 das Brauhaus. Allerdings musste er das Haus an seinen Gläubiger Arnd Köpke abtreten. Köpke veräußerte es 1674 für 1400 Taler an den Brauer Johann Kaspar Wesener (auch Wiesener). Weseners Erbin verkaufte es 1683 für 1015 Taler an den Ziegelmeister Salomon Müller. Müller verpachtete es an Gabriel Lütge. 1694 veräußerten die Erben Müllers das Brauhaus für 1550 Taler an den Schiffer Josias Mörder. Für 2500 Taler verkauften es seine Erben im Jahr 1725 an Johann Bendix Schartau, der es 1728 an Pastor Christian Otto Weinschenk für 2400 Taler veräußerte. |                             |
| 5 (alt)                  |                                                                           | Im Jahr 1651 wurde das Anwesen als Armenhaus, 1683 als wüste Stätte des Armenhauses geführt. In der Zeit bis 1713 errichtete der Totengräber Johann Kistenmacher ein Haus und veräußerte es 1720 für 259 Taler an den Arbeiter Christian Falke. |                             |
| 6 (alt)                  | Zum goldenen Hecht                                                        | Das Haus war ein Lehen des Klosters Unser Lieben Frauen. Im Jahr 1631 war Balthasar Voigt Besitzer. Er wurde auch noch im 1653 genannt. Noch im Jahr 1683 wurde das Grundstück, vermutlich in Folge der Zerstörung der Stadt im Jahr 1631, als wüst bezeichnet. Besitzer waren zu diesem Zeitpunkt die Erben von Jakob Köppe. 1703 und auch noch 1720 gehörte das neue Haus dem Maurergesellen Daniel Medeler (auch Mettler). |                             |
| 7 (alt)                  | Zur goldenen Trompete                                                     | In der Zeit vor 1631 befand sich auf dem Grundstück eine Bude, die zum Nachbarhaus Nummer 6 gehörte. Das gemeinsame Eigentum an beiden Grundstücken blieb bis 1683 bestehen. Später gehörte das Grundstück dem Kaufmann Melchior Lüdecke, der die Stätte 1696 an den Schenk Andreas Pasche veräußerte, der sie dann bebaute. 1703 verkaufte Pasche das Haus an den Hirten Christoph Schröder für 350 Taler. |                             |
| 8 (alt)                  |                                                                           | Erster erwähnter Eigentümer war ein Korbmacher. Es erscheint denkbar, dass es sich bei ihm um den 1631 erwähnten David Körber (denkbar auch David dem Körber) handelte. Vor 1631 gehörte es dem Bäcker Peter Schmidt, der es an den Sattler Zacharias Muchgau vererbte. 1651 wird Zacharias Mochau genannt. 1653 trat er die Stätte an die Schilder- und Sattlerinnung ab. Im Jahr 1683 war der Sackträger Andreas Gehrkamm, später dann Melchior Lüdecke Eigentümer. 1693 gehört die Stätte dem Schuhflicker Johann David Rothard, der sie bebaute. Rothard veräußerte das Haus im Jahr 1705 für 390 Taler an den Schwiegersohn, den Schuster Johann Konrad Fehr, der es noch im gleichen Jahr für den gleichen Preis an den Pantoffler Johann Dietrich Bandhausen weiterverkaufte. Bandhausen veräußerte es für 440 Taler im Jahr 1720 an den Fleischer Jakob Schreier. |                             |
| 9, 10 (alt)              |                                                                           | Ursprünglich gehörte das Haus mit zur Prälatenstraße 14. 1631 und auch noch 1651 war Johann Waldorn Eigentümer. Noch im Jahr 1683 war das Grundstück, wohl infolge der Zerstörung der Stadt im Jahr 1631, wüst. Zu diesem Zeitpunkt gehörte es den Erben Waldorns. In der Zeit bis 1698 bebaute Johann David Rothard, dem auch die Nummer 8 gehörte, das Grundstück mit zwei Wohnungen. Im Jahr 1721 wurde das Grundstück dann vom Grundstück Prälatenstraße 14 abgetrennt. In der Mitte des 18. Jahrhunderts erfolgte die Teilung des Grundstücks in die Nummern 9 und 10. |                             |
| 11 (alt)                 | Zur grünen Bouteille                                                      | 1631 und 1651 wurde Johann Ille (auch Ilten) als Eigentümer geführt. Im Jahr 1683 war ein Eigentümer nicht bekannt und das Grundstück war, wohl noch infolge der Zerstörung der Stadt im Jahr 1631, wüst. 1708 bestand dann wieder ein Haus, das vom Steinsetzer Hermann Hast (auch Hasse) für 130 Taler an den Branntweinbrenner Christoph Franke veräußert wurde. Franke verkaufte seinerseits 1719 für 700 Taler an den Branntweinbrenner Georg Potz. |                             |
| 12 (alt)                 |                                                                           | In der Zeit vor 1631 gehörte das Haus Cyriax Brand (auch Brandes), der das Haus noch vor 1631 an den Bäcker, möglicherweise aber auch Becherer, Andreas Grote (auch Grosse) veräußerte. Allerdings zahlte weder Grote noch seine Witwe den Kaufpreis, so dass die Stätte 1651 an Brandes zurückfiel. Er verkaufte sie 1652 erneut, diesmal für 30 Taler an den Korbmacher Hans Hüne, der auf dem Grundstück ein Haus errichtete. Er vererbte es 1667 an Nikolaus Hühne. Für das Jahr 1680 ist ein Verkauf von Mathias Walter an den Postillion Michael Törpe (auch Törpke) für 101 Taler überliefert. 1710 veräußerte Törpe es an den Fuhrmann Stephan Wrede (auch Frede) für 430 Taler. |                             |
| 13 (alt)                 |                                                                           | Im Jahr 1642 wurde Jürgen Fresche als Eigentümer geführt, nach ihm die Witwe des Braumeisters Peter Kluge, die die Stätte für 20 Taler an den Maurer Jobst Schellhammer veräußerte. Schellhammer errichtete auf dem Grundstück ein Haus. In der Zeit zwischen 1659 und 1682 erbte es der Maurer Nikolaus Schellhammer, der es 1699 für 250 Taler an seinen Schwiegersohn, den Maurer Nikolaus Schellhammer, veräußerte. Schellhammers Witwe heiratete Ernst Gottlieb Müller, der das Haus für 260 Taler im Jahr 1701 an Hans Neiendorf verkaufte. 1708 veräußerte es Neiendorf dann für 330 Taler an den Bierspünder Nikolaus Andrecke. Seiner Witwe gehörte es noch bis 1737. |                             |
| 14 (alt)                 |                                                                           | In den Jahren 1631 und 1650 wurde Joachim Rikenow als Eigentümer geführt, der die Stätte dann der Ulrichskirche vermachte. Schon 1651 und auch noch 1659 gehörte sie dem Hausschlächter Jakob Zauer, 1683 dann seinen Erben. Der Leineweber und Schlächter Johann Zauer veräußerte das Haus 1686 für 210 Taler an den Kutscher Jakob Schöne. 1708 war Johann Brösel Eigentümer, 1715 dann seine Witwe, die bis 1736 Eigentümerin blieb. |                             |
| 15 (alt)                 |                                                                           | Vor 1631 gehörte das Haus Moritz Reifenstein, 1631 und 1642 dann Jakob Schmidt. 1685 wurde dann der Leineweber Heinrich Reifenstein als Eigentümer geführt, der die Stätte 1686 für 15 Taler an Jakob Schöne veräußerte. Von 1721 bis 1731 gehörte das Haus Johann Balthasar Stöbesand. |                             |
| 16 (alt)                 |                                                                           | 1651 und 1659 war David Schnelle Eigentümer. Im Jahr 1683 lag die Stätte, vermutlich noch infolge der Zerstörung Magdeburgs im Jahr 1631, immer noch wüst. Eigentümer war nun Joachim Behtje. Von 1710 bis 1727 gehörte das Haus dem Zimmermeister Johann Christoph Schmidt. |                             |
| 17 (alt)                 |                                                                           | Im Jahr 1651 war der Korbmacher Christoph Koch Eigentümer. Von ihm erbte Konrad Heine, der die Stätte, gemeinsam mit der benachbarten Nummer 18, im Jahr 1659 für 15 Taler an Hans Herich veräußerte. 1683 gehörte das Haus Johann Christoph Schmidt, der bis 1723 Eigentümer blieb. Er war auch Eigentümer der benachbarten Nummer 16. |                             |
| 18 (alt)                 |                                                                           | Noch bis 1659 gehörte das Grundstück denselben Eigentümern wie die benachbarte Nummer 17. Im Jahr 1682 veräußerten die Gebrüder Hörig, die Söhne von Hans Herich, das Haus für 97 Taler an den Schuhflicker Heinrich Bandhausen. Für 1697 ist ein Verkauf vom Pantoffler Johann Dietrich Bandhausen an seinen Stiefvater, den Pantoffler Johann Dehne, für 140 Taler überliefert. Dehne verkaufte es 1720 für 163 Taler an den Schlosser Johann Georg Rose. |                             |
| 19 (alt)                 |                                                                           | 1651 und 1659 war David Dancker Eigentümer, 1683 dann die Witwe des Fleischers Georg Fricke. 1710 und 1716 wurde die Witwe Hans Schätzigs (oder Schützes) als Eigentümerin geführt. Von 1717 bis 1728 gehörte es Konrad Hengelein. |                             |
| 20 (alt)                 |                                                                           | Im Jahr 1651 gehörte es Henning Danker. Noch im Jahr 1683 lag die Stätte, wohl infolge der Zerstörung Magdeburgs im Jahr 1631, wüst. Zu diesem Zeitpunkt gehörte sie der Witwe von Georg Fricke. 1716 veräußerte Konrad Hengelein das Grundstück für 225 Taler an den Stellmacher Christoph Strauß (auch Trausche). |                             |
| 21 (alt)                 |                                                                           | Im Jahr 1651 gehörte die Stätte Anna Totengräber. Das Grundstück lag, wohl infolge der Zerstörung der Stadt im Jahr 1631, sehr lange wüst. 1711 gehörte das Haus dem Fuhrmann Christian Hannemann, der jedoch 1712 verstarb. Von ihm erbten es seine Witwe sowie sein Schwiegersohn Christian Heinrich Heim (oder Heine). Für 600 Taler erwarben es dann 1718 die Kinder Heims. |                             |
|                          | Einmündung Krügerbrücke (Südseite) historisch Einmündung Krummer Ellbogen | |                             |
| ohne Nummer              | Hauszeichenstele                                                          | 1990 von Wolfgang Roßdeutscher geschaffene Stele; siehe Hauptartikel | Hauszeichenstele            |
| 22 (alt)                 | Zum bunten Lämmchen                                                       | In der Zeit vor 1631 gehörte das Brauhaus den Erben von Hans Jonnius. Sie veräußerten die Stätte 1635 für 375 Taler an Christoph Balicke. Balicke überließ das Grundstück 1637 seinem Schwiegersohn Andreas Gerhard, der jedoch 1639 vom Besitz wieder zurücktrat. Erworben wurde das Grundstück daraufhin von Martin Willkomm für 395 Taler, der kurz darauf aber verstarb. Der Kämmerer Hermann Körber erwarb die Braustätte 1640 für 447 Taler. Das mit dem Grundstück verbundene Braurecht übertrug er auf das rückseitig angrenzende Haus Breiter Weg 183. Er verstarb am 21. Januar 1650, Erbe wurde sein Schwiegersohn, der Kaufmann Christian Otto, der das Grundstück wieder bebaute. Er verstarb jedoch schon 1651. Das Anwesen erwarb dann noch 1651 für 2000 Taler der städtische Gerichtsadvokat Lic. Georg Friedrich Nagel. Er wurde später Möllenvogt. Vermutlich gehörte Nagel zu den Körberschen Erben, zumindest verkauften die Erben Hans Körbers das Haus, für das wieder das Braurecht erworben worden war, im Jahr 1661 an den Fähramtsschreiber Andreas Lemser. Er war der zweite Ehemann der Witwe von Hans Körber. Auf Lemser, der ein Lamm in seinem Wappen führte, ging vermutlich der Name des Hauses zurück. Noch 1683 war Lemser Eigentümer, 1688 dann seine Witwe. Sie veräußerte das inzwischen als baufällig geltende Haus 1698 für 2220 Taler an den Proviantmeister Joachim Oppermann. 1711 wurde ein neu errichtetes Haus von Oppermann für 6000 Taler an den Kaufmann Peter Schrader verkauft. | Himmelreichstraße 22        |
| 23 (alt)                 |                                                                           | In der Zeit vor 1631 gehörte das Brauhaus Joachim Kautge (fälschlich auch Kauke). 1631 wurde der zweite Ehemann seiner Witwe, Andreas Grosse (auch Grote). Grosses Witwe veräußerte die Stätte im Jahr 1639 für 312 Taler an Hermann Körber. Von ihm erbte das Brauhaus Hans Körber. Im Jahr 1661 gehörte es Georg Friedrich Nagel, dem auch die benachbarte Nummer 22 gehörte. Seine Tochter Agnes Sophie, Ehefrau des Leutnants Hurte, verkaufte es 1678 für 1600 Taler an den Kornhändler Nikolaus Kuskopf, der noch 1711 Eigentümer war. |                             |